# 튀니지 리그 프로페시오넬 1
튀니지 리그 프로페시오넬 1(아랍어: الرابطة المحترفة الأولى لكرة القدم)은 1994년부터 시작한 튀니지의 축구 1부 리그이다.

## 참가 팀
2024-25 시즌 기준